# Tilloy-Floriville
Tilloy-Floriville település Franciaországban, Somme megyében. Lakosainak száma 361 fő (2022. január 1.). Tilloy-Floriville Bouillancourt-en-Séry, Buigny-lès-Gamaches, Frettemeule, Gamaches és Maisnières községekkel határos.

## Népesség
A település népessége az elmúlt években az alábbi módon változott:
| Lakosok száma | 397  | 394  | 399  | 393  | 385  | 378  | 370  | 364  | 361  |
|               | 2013 | 2015 | 2016 | 2017 | 2018 | 2019 | 2020 | 2021 | 2022 |